# Ax Genrich

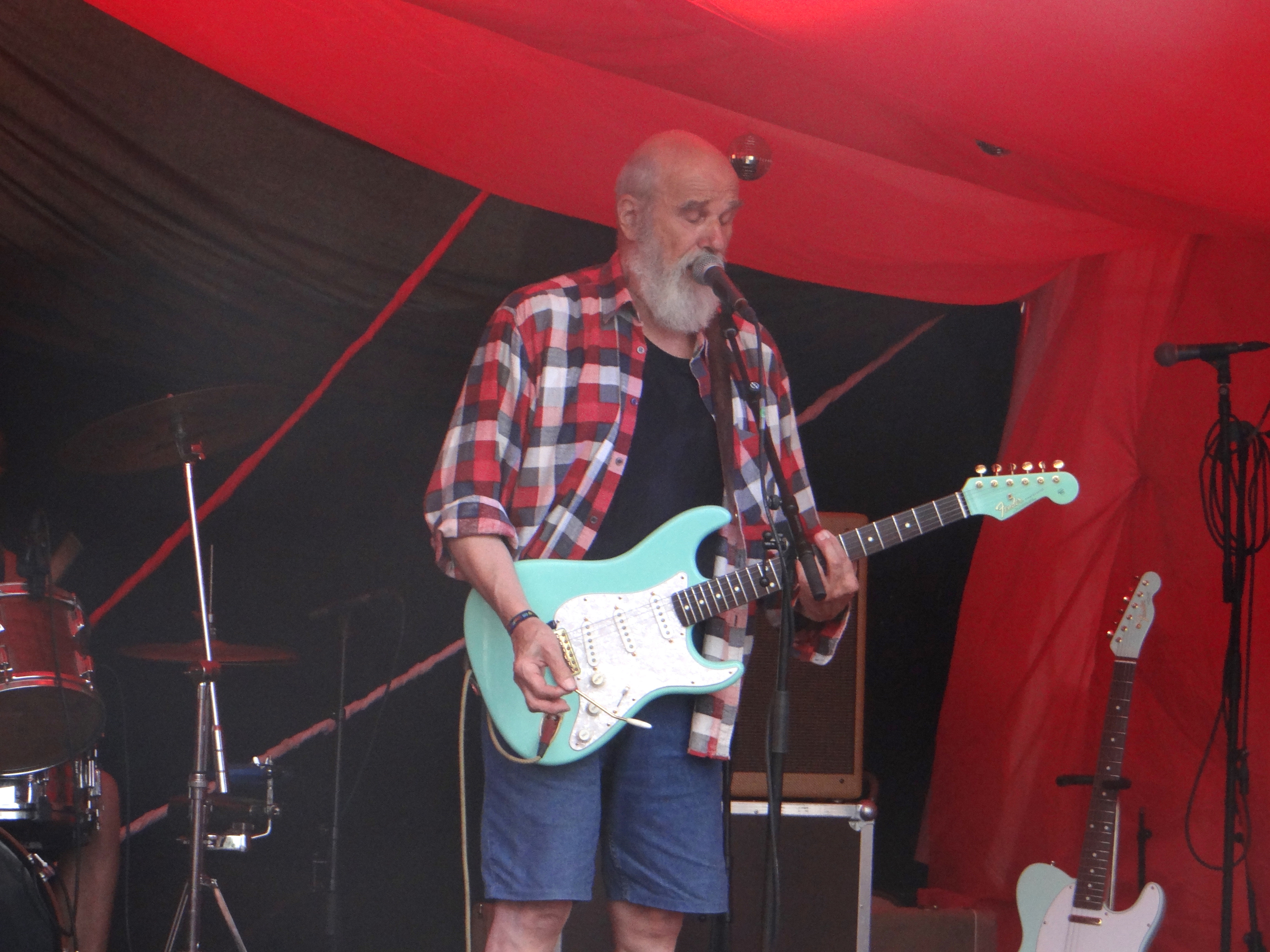
Ax Genrich auf dem Herzberg-Festival 2019

Axel Genrich (* 24. März 1945) ist ein deutscher Gitarrist.

## Biografie
Er startete in den 1960er Jahren mit Skiffle und den Rockin’ Chairs, einer Beatgruppe. Nach seinem Ausstieg begann er 1967 ein Studium und spielte nebenbei in diversen Undergroundbands. So lernte er die Band Agitation Free kennen, bei der er 1970 drei Monate lang die Gitarre spielte. Dort und auch schon vorher entwickelte er seinen Stil der Improvisation.
Mitte 1970 stieg er bei der Gruppe Guru Guru ein. Zusammen mit seinen Bandkollegen, Uli Trepte und Mani Neumeier, feierte Genrich Anfang der 1970er Jahre einige Erfolge. Nicht zuletzt aufgrund dieser Zeit gilt Guru Guru  auch heute noch als einer der herausragenden Vertreter des sogenannten Krautrock.
1974 verließ Genrich Guru Guru. 1975 erschien seine erste Solo-LP Highdelberg unter Mitwirkung einiger bekannter Krautrocker (Hellmut Hattler, Jan Fride und Peter Wolbrandt von Kraan, Mani Neumeier, Dieter Moebius, Hans-Joachim Roedelius, Conny Plank).
Anfang der 1980er Jahre gründete er das Trio RIF, punkige Rockmusik mit deutschen Texten und veröffentlichte die Transmitterkassette Realität, nix bla bla. Später wurde daraus eine bearbeitete CD mit Hilfe von Michael Tandler. In den 1990er Jahren brachte er die Soloalben Psychedelic Guitar und Wave Cut bei ATM Records heraus. 2003 gründete er mit Mani Neumeier und Dave Schmidt Psychedelic Monsterjam. Aus der Zeit gibt es zwei Live-CDs bei Sunhair Records. Gleichzeitig spielte Ax Gitarre bei diversen Coverbands. 
In den Jahren 2007 und 2008 trat er vereinzelt mit Zone Six auf, unter anderem 2007 beim Psychedelic Network Festival und 2008 beim Roadburn Festival. Nach verschiedenen CD-Veröffentlichungen war er zuletzt 
mit seiner Band Ax Genrich & Band unterwegs, die aus Ax Genrich (Gitarre), Edgar Türk (Bass) und Axel „Aggy“ Spreitzer (Schlagzeug) bestand. 
2018 stand Ax Genrich erneut mit Guru Guru auf der Bühne. Auf dem Finkenbach-Festival spielte er mit der Band anlässlich deren 50-jährigen Bühnenjubiläums den LSD-Marsch.
Ax Genrich war mit der Heidelberger Musikmanagerin Sharon Levinson verheiratet, der Tochter von Nathan Peter Levinson, sie haben eine Tochter, Mira.

## Diskografie
Mit Guru Guru:
- UFO – LP, 1970
- Hinten – LP, 1971
- Känguru – LP, 1972
- Guru Guru – LP, 1973
- Don’t Call Us, We Call You – LP, 1973
- Electric Cats (als Gast mit Helmut Hattler und Werner Goos) – CD + Vinyl, 2013

Solo:
- Highdelberg – LP, 1975
- Psychedelic Guitar – CD, 1994
- Wave Cut – CD, 1995
- Spontaneous Combustion (Liveaufnahmen aus den 1990er-Jahren) – CD, 2009
- Axymoron – CD, 2009

Neumeier, Genrich, Schmidt (performing early Guru Guru):
- Psychedelic Monsterjam – CD, 2003
- The Intergalactic Travel Agency – CD, 2005

Ax Genrich & Band
- A Trip to Paradise – CD 2011
- Fretboard Jungle – CD + Vinyl 2012
- In a World of Dinosaurs – CD 2014
- Out of the Desert – CD + Vinyl 2018/2019

Gurumaniax (mit Mani Neumeier, Guy Segers und Mario Engelter)
- Psy Valley Hill – CD + Vinyl 2010

Ax & Sunhair
- Spiral spacekraut trip – CD + Vinyl 2019